# Schmelzpfropfen

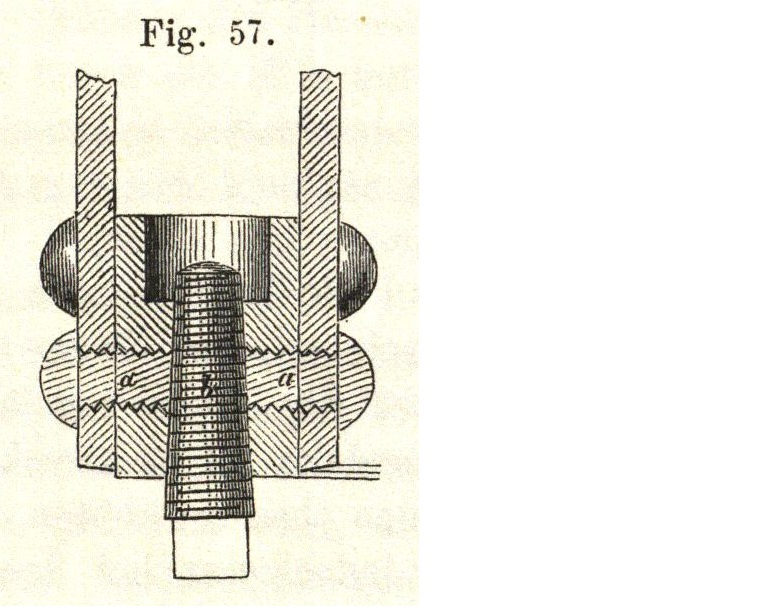
Prinzipskizze eines Schmelzpfropfens auf einer alten Zeichnung

Der Schmelzpfropfen, wegen des Werkstoffes auch als Bleipfropfen bezeichnet, ist ein Sicherungselement von Dampflokomotiven, um den Dampflokomotivkessel vor Überhitzung infolge zu niedrigen Wasserstands und somit gegen Kesselzerknall zu schützen. Die Pfropfen galten von Anfang an als zusätzliche Sicherheitsstufe und Überwachung des Kessels im Fall des Versagens der Wasserstandsgläser und der Probierhähne.

## Einbaulage und Funktionsweise
Die Schmelzpfropfen sind in der Decke der Feuerbüchse eingebaut. Im Fall eines zu geringen Wasserstandes im Kessel – ohne dass die Lokmannschaft dies z. B. wegen fehlerhafter Wasserstandsgläser bemerkt – käme es zu einer starken Überhitzung der Feuerbüchsdecke. Der durch die Hitzeeinwirkung schmelzende Bleipfropfen (Buchstabe b) erzeugte ein Loch, durch das der hinströmende Dampf das Feuer in der Feuerbüchse löschen würde. 
Die Pfropfen konnten durch einen mehrkantigen Ansatz bequem in die Feuerbüchsdecke eingeschraubt werden. Der Gebrauch der Schmelzpfropfen verlangte eine periodische Wartung und Untersuchung um Fehlauslösen zu vermeiden, da der Einguss von Zeit zu Zeit abgezehrt wurde und erneuert werden musste. Schmelzpfropfen müssen infolge Unregelmäßigkeiten im Betrieb (wie z. B. dem Kesselzerknall in Bitterfeld) auf der Mehrkantseite mit dem Datum des Einsatzes versehen werden. In dem Überwachungsbogen der Lokomotive sind Datum des Einbaues einzutragen und vom verantwortlichen Meister mit Unterschrift zu bestätigen. Das Ausgießen der Schmelzpfropfen darf nur von autorisierten Werkstätten vorgenommen werden.